# 罪愛 (蘿莎莉雅專輯)
《罪愛》是西班牙女歌手罗莎莉亚的第2張錄音室專輯，於2018年11月2日通過索尼音樂娛樂發行。專輯由罗莎莉亚和El Guincho共同製作，靈感來自13世紀的奧克西塔尼亞佚名小說《Flamenca》，罗莎莉亚和友人《罪愛》中每首歌都被設想為這本書的章節，這個概念是由歌手本人和朋友費蘭·埃切加賴（Ferran Echegaray）想出來的。這是她在加泰隆尼亞音樂學院的畢業論文。
《罪愛》獲得商業和評價成功。專輯登上多國音樂排行榜，拿下西班牙冠軍，獲頒3白金唱片認證。專輯在第20屆拉丁葛萊美獎上榮獲年度最佳專輯、最佳當代流行歌手專輯、最佳工程專輯和最佳錄音組合。《滾石》於2020年頒布最新「滾石雜誌五百大專輯」，並將《罪愛》評為第315名。 –